# George Kenney
George Churchill Kenney (Yarmouth, 6 agosto 1889 – Bay Harbor Islands, 9 agosto 1977) è stato un generale statunitense dell'United States Army Air Forces durante la seconda guerra mondiale.

## Biografia
Dal 1942 al 1944 fu comandante delle Forze aeree alleate del Pacifico sud-occidentale (South West Pacific Area - SWPA), responsabile delle operazioni aeree congiunte nel teatro del Pacifico sud-occidentale, succedendo al generale Brett e dipendendo direttamente dal generale Douglas MacArthur. Diede un notevole sviluppo all'aviazione nel settore assegnatogli e in particolare anche all'australiana Royal Australian Air Force (RAAF), portandola a 207 bombardieri e 129 caccia. Fece adottare ad una squadriglia di B-25 Mitchell le bombe da 500 libbre con spoletta a scoppio ritardato, che tornarono assai utili nei bombardamenti sulle unità navali della Marina imperiale giapponese.
Nell'ottobre e nel novembre 1943 realizzò con i suoi aerei una serie di otto massicci bombardamenti sulla base giapponese di Rabaul, che favorirono la preparazione della campagna di Bougainville. Durante tutto il periodo della riconquista alleata del Pacifico centro-meridionale fu uno stretto e prezioso collaboratore di MacArthur. Particolarmente efficace fu l'apporto della sua Forza aerea nella riconquista della Nuova Guinea. Nel giugno 1944 divenne comandante in capo delle Forze Aeree dall'Estremo Oriente, immediatamente dopo la loro creazione.